# Erik Odelstierna (direktör)
Erik Odelstierna, född 5 april 1887 i Lindesberg, Örebro län, död 18 april 1945 i Stockholm, var en svensk ingenjör och försäkringsdirektör. 

## Biografi
Erik Odelstierna tillhörde den adliga ätten Odelstierna och var son till professor Erik G:son Odelstierna och Ellen Rinman. Efter bergsingenjörsexamen vid teknisk högskola 1909 var han experimentingenjör vid AB Arvikaverken 1911–1912, ingenjör vid Yrkesinspektionen 1912–1915 och speciallärare vid teknisk högskola 1913–1915.
Han var sekreterare i föreningen för arbetsskydd från 1915, tillförordnad sekreterare hos Socialstyrelsen 1916–1917, förste byråingenjör och extra ledamot vid Riksförsäkringsanstalten 1917–1919, byråchef från 1919, löjtnant i Positionsartilleriregementets reserv 1914–1919, ledamot av centrala skiljenämnden från 1920 och ledamot av kommittén för socialförsäkringens organisation 1920–1923.
Som sakkunnig satt han i statens besparingskommitté från 1923 och han var styrelseledamot i centralförbundet för socialt arbete 1924. Han var sakkunnig i Socialdepartementet för olycksfallsförsäkringens organisation 1925–1926, i Jordbruksdepartementet för statens medverkan för försäkringar mot smittsamma husdjurssjukdomar 1925, i Socialdepartementet för arbetslöshetsförsäkring och övriga åtgärder för arbetslöshetens bekämpning 1926–1928. Han var ledamot av 1927 års besparingsnämnd och av kommittén för socialt utstötta i Helsingfors 1928. Han var lärare vid Socalpolitiska institutet 1921–1931.
Erik Odelstierna var verkställande direktör i Försäkrings-AB Fylgia och Valkyrian från 1928.
Han gjorde också flera uppfinningar som han fick patent på. Han skrev artiklar om skyddsteknik som publicerades i såväl svenska som utländska tidskrifter. Han var riddare av Nordstjärneorden och Vasaorden.

## Privatliv
Erik Odelstierna var gift första gången 1914–1934 med Hillevi Davidson (1888–1980), dotter till komminister Peter Davidson och Alma Johansson. De fick två barn: Brita Hofman-Bang (1916–1988) och läkaren Erik-Gustaf Odelstierna (1920–2004).
Andra gången var han gift 1934–1941 med Stella Carlsson (1887–1956), dotter till sjökaptenen August Carlsson och Josefina Charlotta Andersdotter. Hon var tidigare gift med riksdagsmannen Jonas Johnssons son Albert Johnsson (1881–1920) i Kilafors.